# Abraham Krzewski
Abraham Krzewski herbu Bończa z Kierza (zm. przed 15 lipca 1620 roku) – wojski lubelski w latach 1618–1620, w latach 1600-1609 sekretarz królewski Zygmunta III Wazy.

## Życiorys
Biegły w językach wschodnich, wyprawiony w poselstwie od króla i stanów do sułtana Ahmeda I, po śmierci sułtana Mehmeda III.
Wraz z Aleksandrem Rajeckim był autorem mowy powitalnej króla Zygmunta III Wazy w Wilnie, wydanej w 1589 roku: Serenissimo ac Potentissimo principi Sigismundo III. regi Poloniae [...] Vilnam ingressum gratula[n]tur: Abrahamus Krzewski et Alexander Raiecki [...]. W latach 1616–1620 dzierżawił Tuczno otrzymał wieś w dożywocie przywilejem królewskim z dnia 28 lipca 1601, zbudował w Tucznie wiatrak. Po śmierci Abrahama Krzewskiego, król Zygmunt III 15 lipca 1620 r. nadał Tuczno w dożywocie Wacławowi Kiełczewskiemu, kasztelanowi lędzkiemu.